# 空を飛べたら…
『空を飛べたら…』（そらをとべたら）は、シンガーソングライターKOTOKOの自主制作アルバム。

## 概要
KOTOKOとしては最初のアルバムであるが、自主制作のため他のアルバムとは別の扱いになっている。また、ジャケットのイラスト及び撮影はKOTOKO自身が行っている。
I'veに関連して「KOTOKO TO AKI」名義での作品『Dear Feeling』と同時発売。

## 収録曲
※ 全曲　作詞・作曲：KOTOKO、編曲：塚原義弘
1. ミルク (4:29)
2. 疾風雲 (5:38)
  - メジャー1作目のアルバム「羽-hane-」に収録曲。
3. PhuLa PhuLa (3:51)
4. カナリヤ (5:46)
  - 「羽-hane-」には「カナリヤ-SORMA No.3 Re-mix-」として収録される。
5. 鼓動 (3:58)
6. もしも… (5:17)
7. ゆうえんち (3:39)
8. サヨナラ・ジレンマ (7:08)
9. アスピリン (4:44)
10. 羽 (6:12)
  - メジャー1作目のアルバムのタイトル、収録曲。
11. 春色 (4:58)